# Grisignano (Forlì)

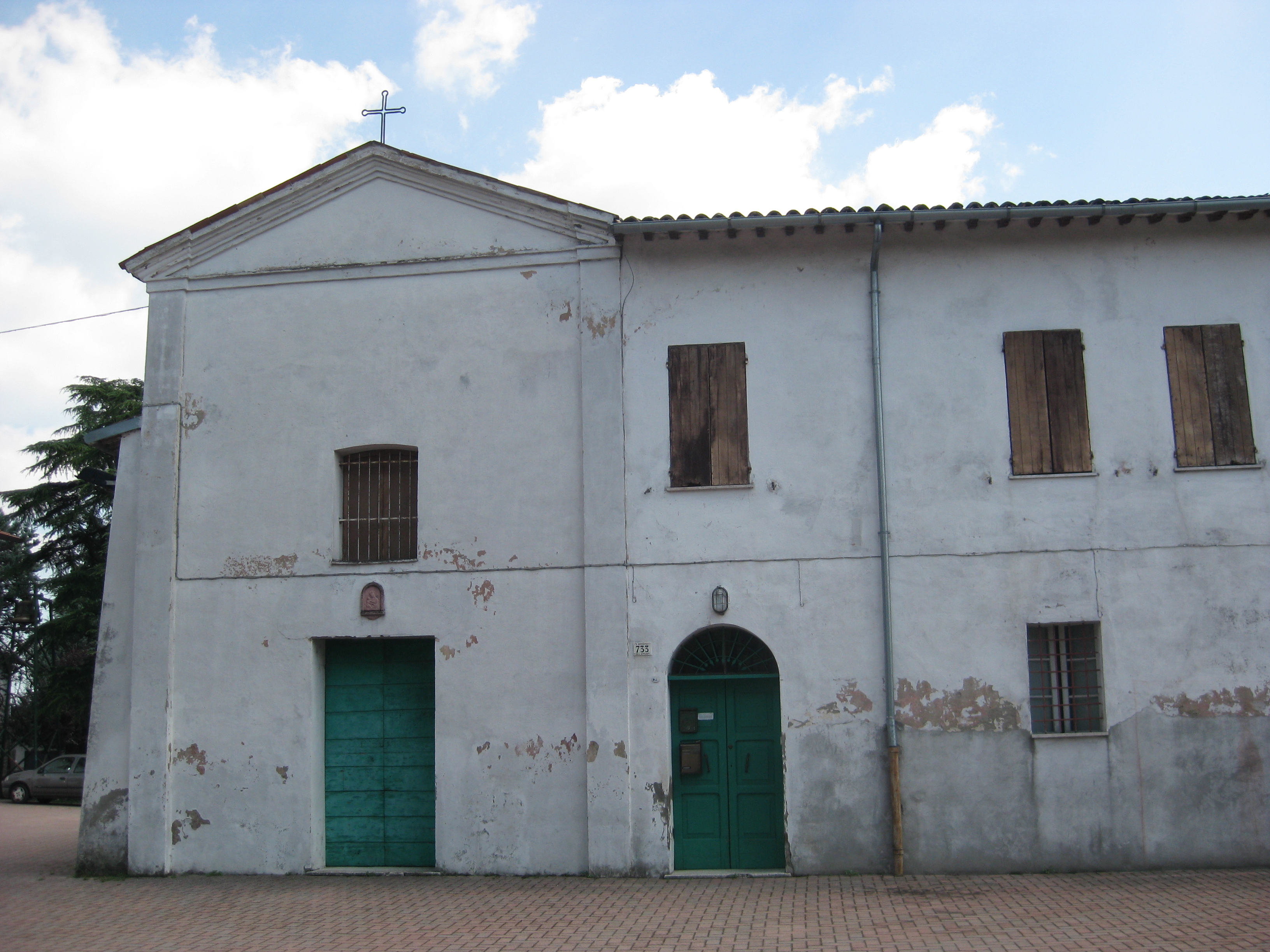
La vecchia chiesa di Grisignano

Grisignano è una frazione del comune di Forlì, intermedia fra le contigue frazioni di San Martino in Strada e di Collina. Posta ai piedi delle prime colline forlivesi, sorge seguendo il corso del Fiume Rabbi, seguendo la Strada statale 9 ter del Rabbi, a circa 6 km dal centro di Forlì.

## Storia
Nella descrizione fornita da Anglico de Grimoard nella sua Descriptio Romandiolae, nel 1371 Villa Grisignani contava 16 focolari, indicativamente circa 50 persone. Non si ha memoria di alcun castello sorto nel suo territorio, tanto che l'Anglico la definisce Villa, quindi centro privo di fortificazioni.
Il nome è di origine incerta, ma ne è viene ipotizzata un possibile toponimo romano, o quantomeno latino, riferibile a Grasiniano, latifondista della zona, o da un suo possibile liberto, Grasinio, Cresonio o Cresionio.
La chiesa vanta antiche origini: sebbene quella attuale sia stata inaugurata il 26 settembre 1999 a qualche metro da quella vecchia, rimane ancora l'edificio di quella antica, risalente, anche se più volte rimaneggiata, al XII secolo. Lamberto, conte di Forlì, la donò all'abbazia di San Mercuriale.